# پیر رینود
پیر رینود (انگلیسی: Pierre Reynaud؛ زادهٔ ۸ ژانویهٔ ۱۹۶۸) بازیکن فوتبال اهل فرانسه است.
از باشگاه‌هایی که در آن بازی کرده‌است می‌توان به باشگاه فوتبال پاری سن ژرمن و باشگاه فوتبال تولوز اشاره کرد.
وی همچنین در تیم ملی فوتبال France B بازی کرده‌است.